# Jan Betker
Janice Betker, detta Jan (Regina, 19 luglio 1960), è una giocatrice di curling canadese.

## Biografia
Partecipò all'età di 37 anni ai XVIII Giochi olimpici invernali edizione disputata a Nagano (Giappone) nel 1998, riuscendo ad ottenere la medaglia d'oro nella squadra canadese con le connazionali Sandra Schmirler, Joan McCusker, Marcia Gudereit e Atina Ford.
Nell'edizione la nazionale danese ottenne la medaglia d'argento, la svedese quella di bronzo.